# Denzel Whitaker

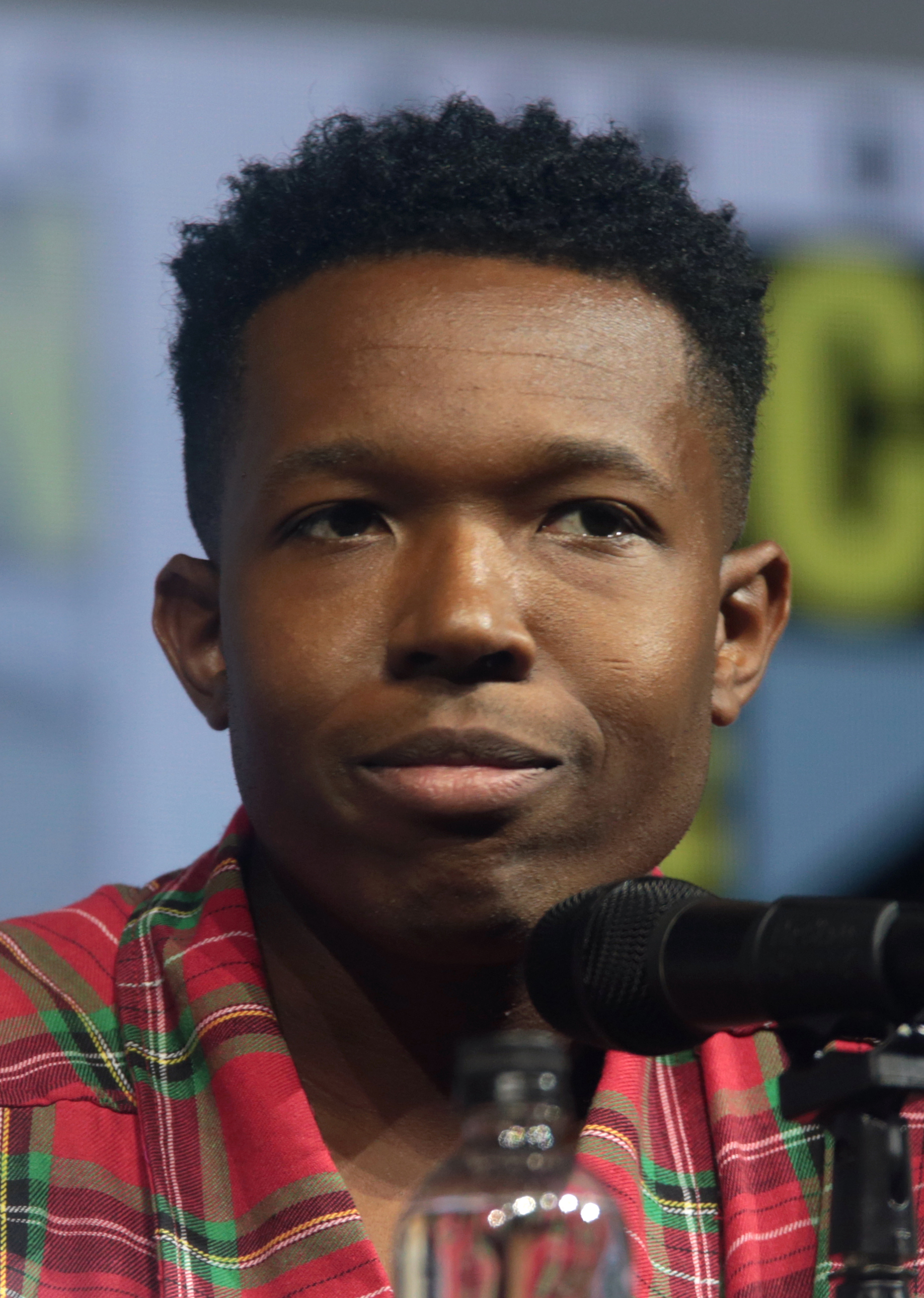
Denzel Whitaker bei der Comic-Con in San Diego im Juli 2018

Denzel Dominique Whitaker (* 15. Juni 1990 in Torrance, Kalifornien) ist ein US-amerikanischer Schauspieler.

## Leben und Karriere
Denzel Whitaker wurde in Torrance, im Großraum von Los Angeles, als Sohn von Younalanda und Dale Whitaker geboren. Er besuchte die High School auf der  Palos-Verdes-Halbinsel. Seine Eltern wählten seinen Vornamen in Anlehnung an den US-Filmschauspieler Denzel Washington.
Whitaker gab sein Schauspieldebüt 2001 als Dimitri im Film Training Day. Von 2004 bis 2005 trat er wiederkehrend in der Sketch-Comedy-Show All That des Senders Nickelodeon auf. 2007 übernahm er die Rolle des James Farmer Jr. im Spielfilm The Great Debaters. Nach Training Day bedeutete dies eine erneute Zusammenarbeit mit Denzel Washington, welcher neben der Filmhauptrolle auch die Regie übernahm. Whitaker erhielt für seine Darstellung viel Kritikerlob und wurde etwa mit einem NAACP Image Awards in der Kategorie Bester Nebendarsteller ausgezeichnet. 2009 übernahm er im Disney Channel Original Movie Die Entführung meines Vaters die Rolle des Sheldon.
Neben seinen Filmauftritten ist Whitaker auch regelmäßig in Gastrollen im US-Fernsehen zu sehen, etwa in Emergency Room – Die Notaufnahme, Familienstreit de Luxe, Teachers, Hotel Zack & Cody, CSI: Vegas, Brothers & Sisters, The Boondocks, Rizzoli & Isles, Monday Mornings, Legit oder Blue Bloods – Crime Scene New York.
Weitere Filmauftritte verbuchte Whitaker auch mit Bad Lieutenant – Cop ohne Gewissen von Werner Herzog, My Soul to Take, in welchem er einen blinden Teenager mit multiplen Seelen darstellte, Atemlos – Gefährliche Wahrheit, Warrior oder im Marvel-Film Black Panther. Im letzteren stellte er die von Forest Whitaker verkörperte Rolle des Zuri in jüngeren Jahren in einem Rückblick dar. Aufgrund seines Nachnamens wird er nicht selten für den Sohn Whitakers gehalten. 2019 übernahm er die Rolle des Darren Moore in der Serie The Purge – Die Säuberung.

## Filmografie (Auswahl)
- 2001: Training Day
- 2004: One on One (Fernsehserie, Episode 4x07)
- 2004–2005: All That (Fernsehserie, 6 Episoden)
- 2005: Scooby-Doo (Fernsehserie, Episode 3x09, Stimme)
- 2005: Emergency Room – Die Notaufnahme (ER, Fernsehserie, Episode 12x05)
- 2006: Familienstreit de Luxe (The War at Home, Fernsehserie, 2 Episoden)
- 2006: Teachers (Fernsehserie, Episode 1x03)
- 2006: Lucas, der Ameisenschreck (The Ant Bully, Stimme)
- 2006–2007: Meister Mannys Werkzeugkiste (Handy Manny, Fernsehserie, 2 Episoden, Stimme)
- 2007: Hotel Zack & Cody (The Suite Life of Zack & Cody, Fernsehserie, Episode 2x35)
- 2007: The Great Debaters
- 2009: Die Entführung meines Vaters (Dadnapped)
- 2009: CSI: Vegas (CSI: Crime Scene Investigation, Fernsehserie, Episode 9x17)
- 2009: Bad Lieutenant – Cop ohne Gewissen (Bad Lieutenant: Port of Call New Orleans)
- 2009: Brothers & Sisters (Fernsehserie, 3 Episoden)
- 2010: The Boondocks (Fernsehserie, Episode 3x02)
- 2010: My Soul to Take
- 2010: R U There? (Fernsehfilm)
- 2011: Atemlos – Gefährliche Wahrheit (Abduction)
- 2011: Warrior
- 2012: Rizzoli & Isles (Fernsehserie, Episode 3x13)
- 2013: Monday Mornings (Fernsehserie, Episode 1x06)
- 2013: Legit (Fernsehserie, 2 Episoden)
- 2013: They Die by Dawn
- 2015: Back to School Mom
- 2015: Blue Bloods – Crime Scene New York (Blue Bloods, Fernsehserie, 2 Episoden)
- 2016: Submerged
- 2017: Do I Say I Do? (Fernsehfilm)
- 2018: Black Panther
- 2019: The Purge – Die Säuberung (The Purge, Fernsehserie, 7 Episoden)
- 2020: Follow Me
- 2020: Cut Throat City – Stadt ohne Gesetz (Cut Throat City)
- 2020: Alieu the Dreamer
- 2023: The Angry Black Girl and Her Monster

## Auszeichnungen und Nominierungen
NAACP Image Award
- 2008: Auszeichnung als Bester Nebendarsteller für The Great Debaters

Young Artist Award
- 2008: Nominierung als Bester Nebendarsteller in einem Spielfilm  für The Great Debaters